# Laurent Belissen
Laurent Belissen (* 8. August 1693 in Aix-en-Provence; † 12. Februar 1762 in Marseille) war ein französischer Komponist des Spätbarock.

## Leben
Laurent Belissen war ein Schüler des „maître de musique“ Guillaume Poitevin an der Chorschule der Kathedrale von Aix-en-Provence. Ab 1722 war Belissen Nachfolger von Esprit Antoine Blanchard (1696–1770) als „maître de musique“ der Abtei Saint-Victor in Marseille, der Stadt, in der er den Rest seines Lebens tätig war. Dort leitete er ebenfalls die „Académie des concerts“, die von 1717 bis 1793 bestand. 
Sein Werk umfasst vor allem „Grands Motets“ sowie Magnificat- und Lamentovertonungen und mehrere Messen, von der die „Messe en Symphonie“ in D lediglich in Fragmenten die Zeit überdauerte.

## Quelle
- Grove Dictionary of Music and Musicians, erste Auflage

| Personendaten    | Personendaten                          |
| ---------------- | -------------------------------------- |
| NAME             | Belissen, Laurent                      |
| KURZBESCHREIBUNG | französischer Komponist des Spätbarock |
| GEBURTSDATUM     | 8. August 1693                         |
| GEBURTSORT       | Aix-en-Provence                        |
| STERBEDATUM      | 12. Februar 1762                       |
| STERBEORT        | Marseille                              |